# Basilika Mariä Himmelfahrt (Lekeitio)

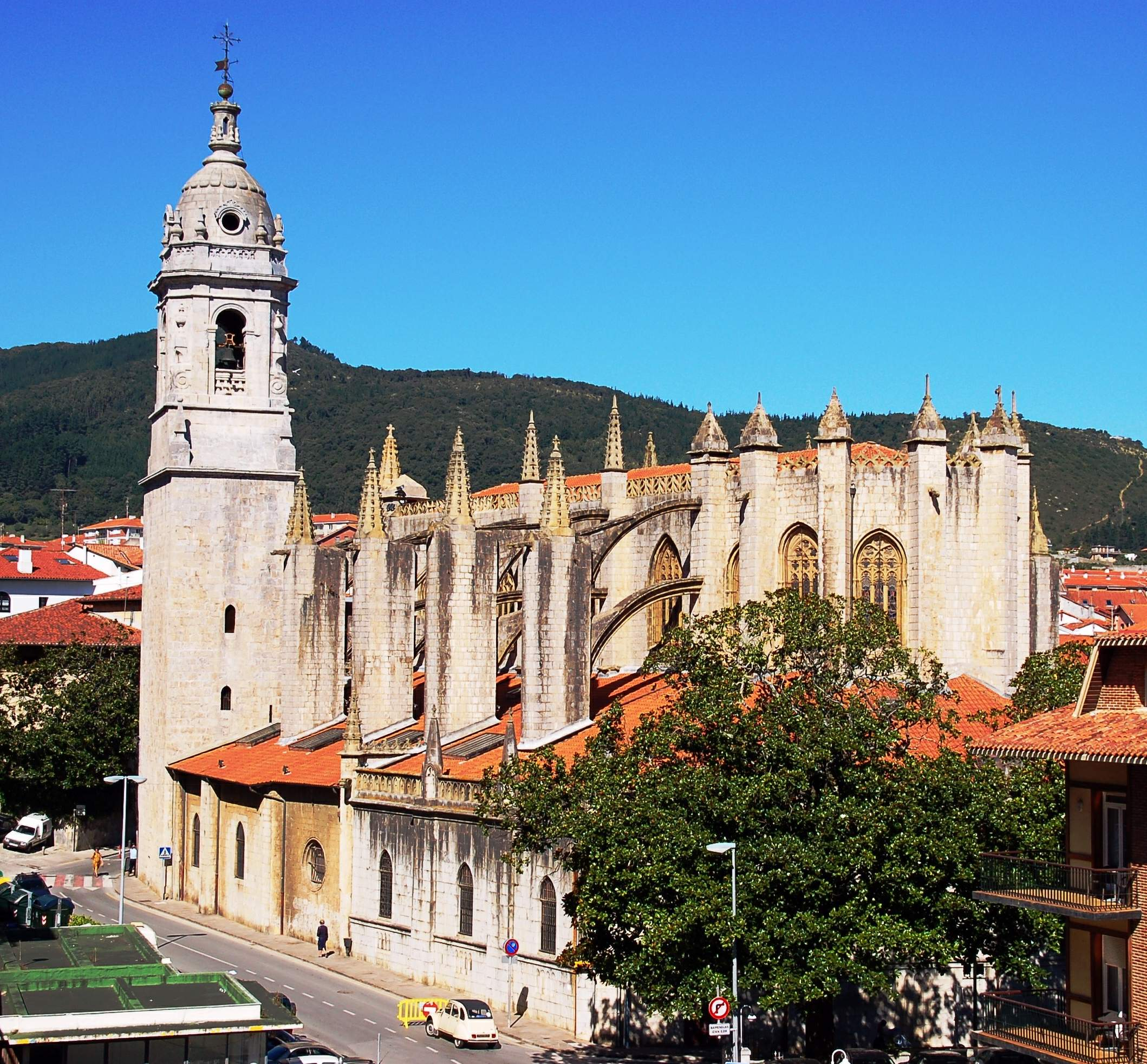
Basilika Mariä Himmelfahrt

Die Basilika Mariä Himmelfahrt (baskisch Andre Mariaren Jasokundearen eliza, spanisch Basílica de la Asunción de Nuestra Señora) ist eine römisch-katholische Pfarrkirche in der biskayischen Stadt Lekeitio im spanischen Baskenland. Die Pfarrkirche des Bistums Bilbao mit dem Titel einer Basilica minor  ist als Bien de Interés Cultural denkmalgeschützt. Sie wurde in der zweiten Hälfte des 15. Jahrhunderts im Stil der baskischen Spätgotik erbaut und später um den heutigen Turm und den Kreuzgang ergänzt.

## Geschichte

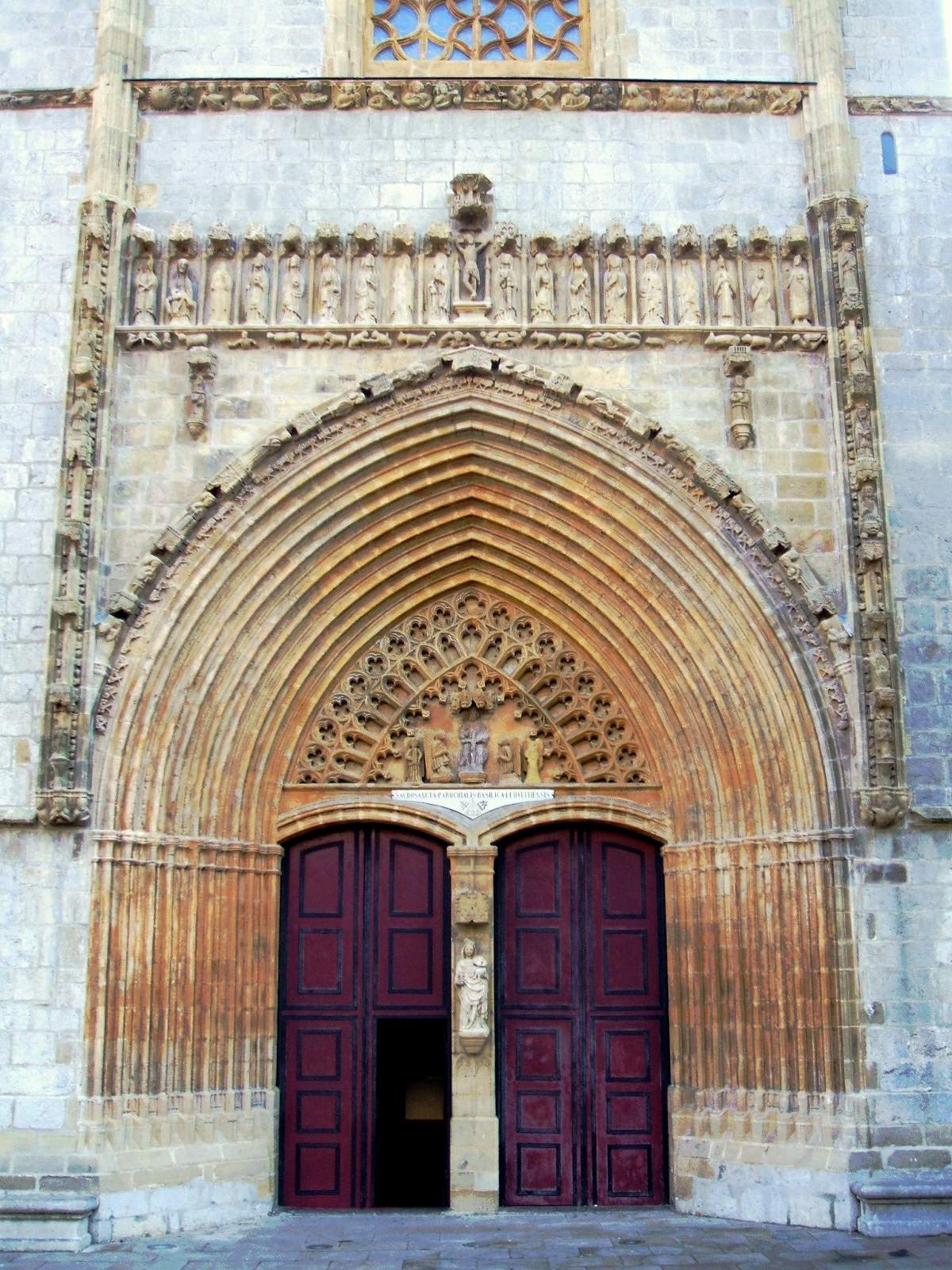
Hauptportal

Die heutige Kirche Santa María de Lequeitio ersetzte eine frühere, möglicherweise romanische Kirche, die 1287 geweiht worden war. In der Gründungsurkunde der Stadt, die von María Díaz de Haro, der Herrin von Vizcaya, im Jahr 1325 ausgestellt wurde, wird diese ursprüngliche Kirche, „die Kirche Santa María“, als edles Zugeständnis an die Bewohner der „neuen“ Stadt im Austausch gegen zwei Klöster erwähnt. Es gibt urkundliche Belege dafür, dass um 1374 eine neue Kirche gebaut wurde, die vielleicht baulich mit der heutigen Kirche verbunden ist. Auf jeden Fall ist bekannt, dass das endgültige Gebäude während des gesamten 15. Jahrhunderts errichtet wurde und dass es zwischen 1485 und 1487 bereits für religiöse Zwecke geeignet war und als praktisch fertiggestellt galt.
Der nächste große Eingriff fand im 18. Jahrhundert statt, als 1734 der klassizistische Glockenturm errichtet wurde. Schließlich wurde zwischen 1881 und 1884 auf Kosten von Pascual Abaroa eine vollständige Renovierung durchgeführt, die der Kirche ihr endgültiges Aussehen verlieh. Aus dieser Zeit stammen der vom Architekten Casto de Zavala errichtete Kreuzgang, die Sakristei und der an der Nordseite zum Meer hin angebaute Säulengang. Die Anbauten wurden im neugotischen Stil in Anlehnung an den alten gotischen Stil vorgenommen, so dass ein harmonisches Ensemble entstand. Im selben Jahr der Fertigstellung, 1884, erhob Papst Leo XIII. die Kirche von Lekeitio in den Rang einer Basilica minor, der zweiten im Baskenland nach der Santiago-Kirche (später Kathedrale) in Bilbao, die diesen Titel seit 1819 trägt.
Im Jahr 1931 wurde die Basilika Mariä Himmelfahrt zum Kulturgut der Kategorie künstlerisches Monument von nationalem Interesse erklärt. Seit 1998 ist es als Teil des Monumentalensembles von Lequeitio auch ein Kulturgut des Baskenlandes.
Das Bauwerk leidet stark unter Verwitterung, zu der im regenreichen Klima der Nordwind der Biskaya und die Umweltverschmutzung beitragen, die den Kalkstein verdunkelt und insbesondere dem Sandstein zugesetzt. All dies gefährdet die alte Kirche und die in ihr befindlichen Kunstwerke.

## Architektur

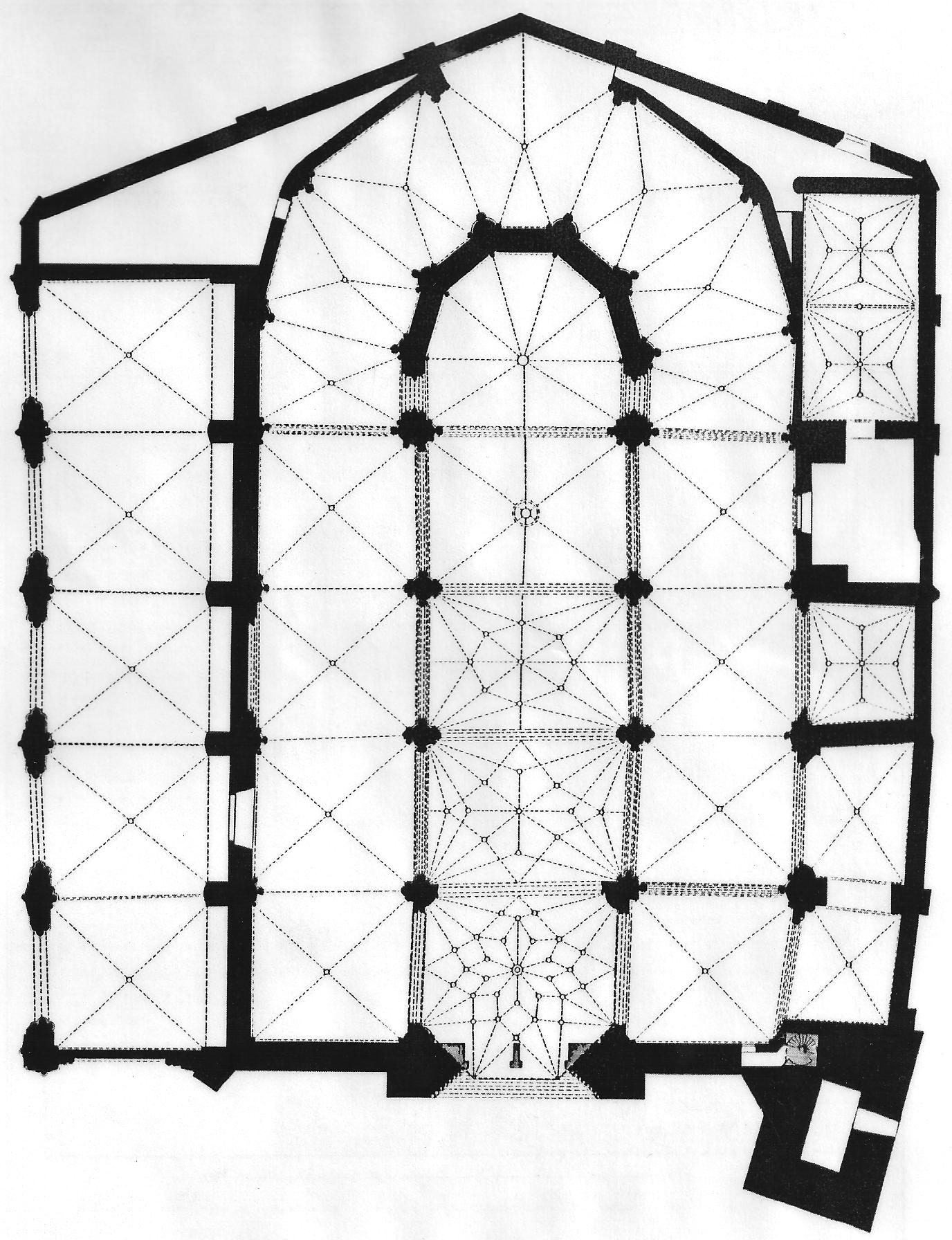
Grundriss

Aufgrund ihrer Monumentalität ist die Hauptfassade der Kirche, die nach Westen ausgerichtet ist, die wichtigste Fassade der baskischen Gotik. Sie ist in zwei Etagen unterteilt. Die untere Etage beherbergt den Eingang und wird durch einen ausgestelltem Spitzbogen und überhängenden Pfosten mit Tympanon bestimmt und von zwei Säulen flankiert. Die obere Etage wird hauptsächlich durch eine große spitzbogige gotischem Maßwerk bestimmt. Eine reiche religiöse, moralisierende und symbolische Ikonographie findet sich im Fries, den Pilastern und den Pfeilern wieder.
Der Turm erhebt sich am Fuße des Gebäudes, auf der Epistelseite, leicht gedreht in Bezug auf die Achse der Kirche. Das quadratische Bauwerk mit einer Höhe von 50 Metern wird über eine interne Wendeltreppe erreicht. Ihr massiver Schaft stammt aus der Gotik, wo noch die Spuren der mittelalterlichen Mauer zu sehen sind, die über einem der fünf Stadttore angebracht war. Der heutige Glockenturm, der aus einem achteckigen Korpus in Form eines Glockenstuhls besteht, der von einer Kuppel mit Oculi und Radialschindeln bedeckt ist, ist nicht das Original. Der frühere war ein Turm, der laut Rechnungsunterlagen aus der Zeit vor 1533 stammt, während dieser im klassizistischen Stil aus dem Jahr 1856 stammt.
Der Säulengang ist neugotisches Bauwerk, das zwischen 1881 und 1883 an das Nordschiff angebaut wurde. Er besteht aus fünf Jochen, die mit Kreuzrippengewölben bedeckt sind, und öffnet sich zum Platz hin durch ebenso viele Strebebögen.
Die Strebepfeiler und die äußeren Strebebögen, auf denen sie ruhen, sind architektonische Elemente, die das äußere Bild der Kirche prägen. Die Strebebögen bilden eine anmutige Reihe von meist Doppelbögen. Alle werden von pyramidenförmigen Zinnen gekrönt, die mit einfachen Haken, Totenköpfen oder umfangreichen Tierdekorationen verziert sind. Die an der Apsis angebrachten Strebepfeiler werden ebenfalls von Fialen gekrönt, sind jedoch weniger stilisiert und von geringerem Umfang. Das Gesims des Mittelschiffs wird auf der Epistelseite von einem einheitlichen, auf der Chorseite archaischeren Kranzgesims mit Rauten gekrönt, in denen Zinnen ausgehöhlt sind. Die Motive der Bekrönung an der Evangelienseite und an der Hauptfassade sind aufgrund ihrer Dynamik typisch für den spätgotischen Stil und bestehen aus Zinnenbögen.

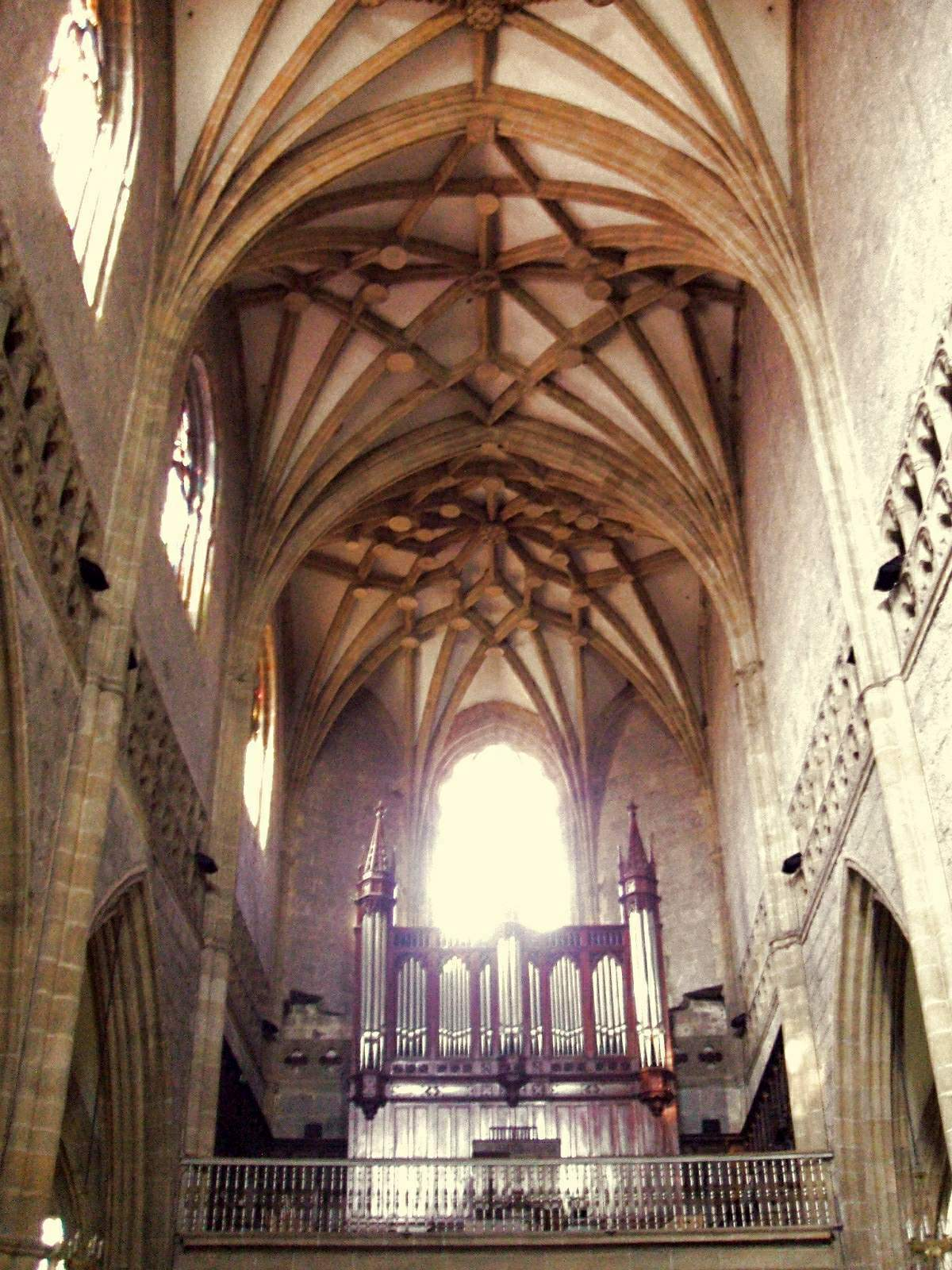
Innenraum

Der basilikale Innenraum wird von drei vierjochigen Schiffen ohne Querschiff bestimmt, so dass sich ohne den Chor zwölf Joche ergeben. Die Elemente, die die Schiffe und Joche trennen, sind runde Kernpfeiler mit aufgesetzten Halbsäulen. Diese Erhebung ist mit Spitzbögen verbunden, die auf Kapitellen ruhen. Das Mittelschiff ist 23,33 m lang und 10,3 m breit und hat eine maximale Höhe von 27,5 m. Die überspannenden Rippengewölbe haben unterschiedliche Strukturen. Das Gewölbe der Hauptkapelle im Altarraum ist radial mit acht Rippen und dem Abschnitt der Rückgratrippe, der sich in Längsrichtung bis zu den letzten beiden Jochen des Kirchenschiffs erstreckt, auf schlanken Säulen gelagert. Der Schlussstein dieses Gewölbes ist mit der Szene der Verkündigung verziert. Merkwürdigerweise werden die Gewölbe komplexer, je weiter sie sich vom Altarraum entfernen, während normalerweise das Gegenteil der Fall ist. So ist der vierte Abschnitt, der an die Hauptkapelle angrenzt, mit sechsteiligen Rippen des aquitanischen Typs versehen; der dritte Abschnitt weist Terzette auf, die mit geraden, gewölbten Gewölben verbunden sind und ein Achteck um den mit einer Lilienblüte verzierten zentralen Schlussstein bilden. Das Gewölbe des zweiten Jochs besteht nun aus einem doppelten Satz von Terzetten in jedem Quadranten, so dass ein sechszackiger Stern mit 11 Schlusssteinen entsteht; im ersten Joch wird das sternförmige Gewölbe durch die Einfügung von Rippen und Zwischenschlusssteinen weiter verkompliziert, so dass ein neunzackiger Stern mit 28 Schlusssteinen entsteht. Die Seitenschiffe sind mit einfachen Kreuzgratgewölben überspannt. Oberhalb läuft das Triforium um das Hauptschiff.
Der ursprüngliche Chor aus dem Jahr 1516 wurde im 17. Jahrhundert dank des Vermächtnisses von Kapitän Ramón de Oxinaga durch den heutigen ersetzt. Es ist das Werk des Steinmetzes Francisco Endeiza, der Steine vom Berg Igueldo in San Sebastian verwendete. Er erhebt sich auf abgesenkten Bögen, die auf Pilastern der Säulen ruhen. Darüber spannt ein Sterngewölbe mit geschwungenen, gewölbten Rippen und ausgehöhlten Rosettenschlusssteinen. Das Mauerwerk stammt aus dem Jahr 1696 und ist das Werk von José de Lariz mit Spuren von Martín de Olaizola. Der weniger hohe, die Capella maior umgebende Chorumgang ist in sieben Abschnitte gegliedert.

## Ausstattung

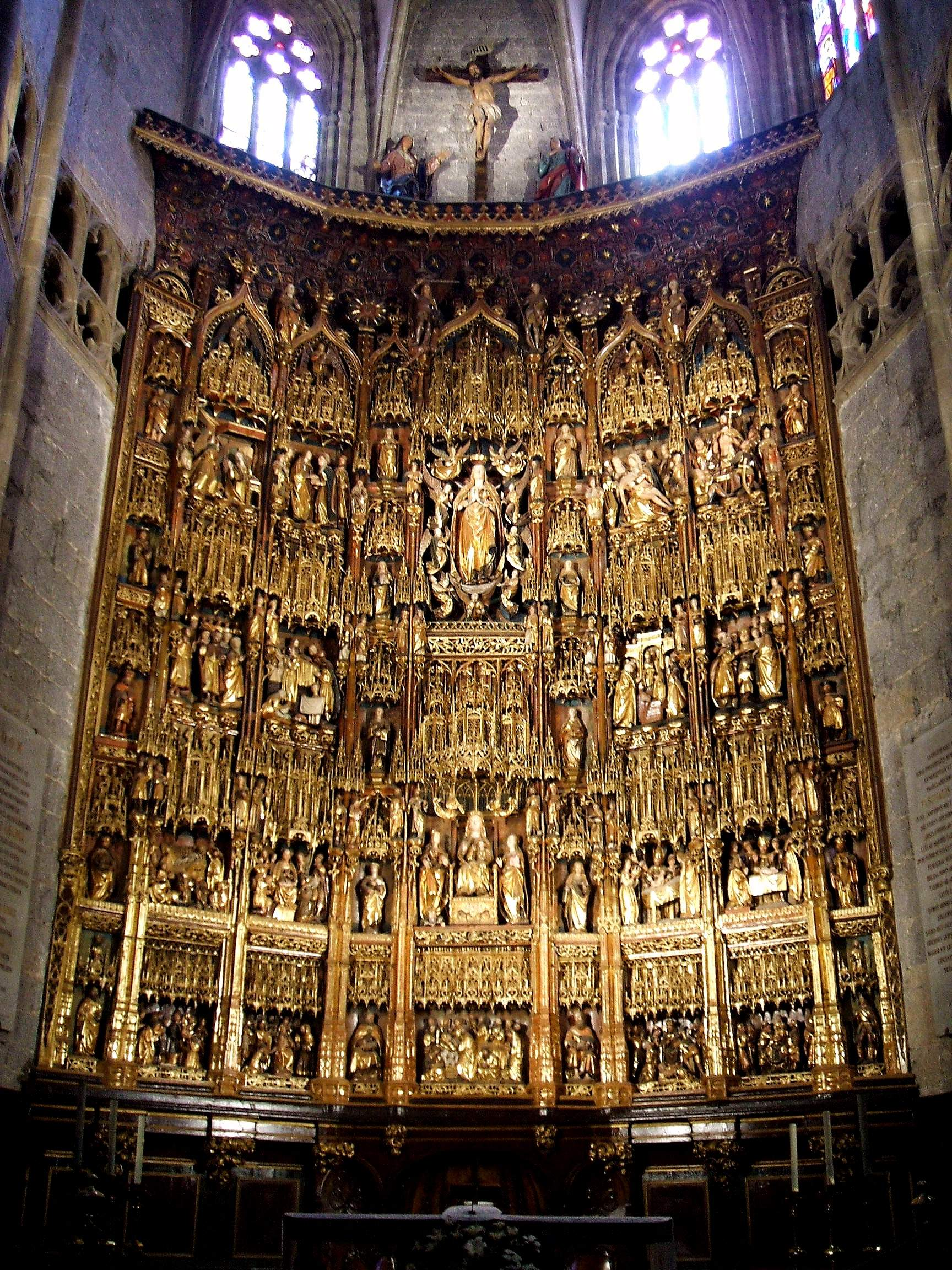
Hispano-flämisches gotisches Hauptaltarbild

Das 1514 vollendete Hauptaltarbild der Basilika ist im flämischen-gotischen oder isabellinischen Stil gehalten und mit einem geometrischen Schema und einer Mudéjar-Täfelung als Bekrönung versehen. Als eines der Juwelen unter den baskischen Altarbildern gilt dieses grandiose Mauerwerk als das dritt- oder viertgrößte in ganz Spanien, nach den spätgotischen Hauptaltären der Kathedralen von Sevilla, Toledo und vielleicht Oviedo, mit denen es stilistisch und konzeptionell große Ähnlichkeit aufweist.
Die Kirche ist mit einer großen Anzahl von Seitenaltären ausgestattet. Die 1760 in der Werkstatt von Paul Laplace aus Bayonne geschaffene Rokokokanzel erinnert an die Stelle, von der der hl. Vinzenz Ferrer 1408 in der Basilika predigte.
Die Fenster öffnen sich an der Ost-, Süd- und Westwand, um die Kirche zu erhellen, während die Nordwand, die dem Meer zugewandt ist, blind ist. Es gibt insgesamt acht große, spitz zulaufende Fenster mit schönen Steinöffnungen im oberen Bereich, die von kleinen Säulen getragen werden und mit polychromen Glasfenstern bedeckt sind. An der Westseite bzw. am Hauptportal öffnen sich zwei Oculi in der Fußwand der Seitenschiffe.
Die Orgel von Aristide Cavaillé-Coll stammt aus dem Jahr 1854. Die Orgel mit zwei Manualen und 22 Registern wurde wiederholt instand gesetzt.